# Bralský tunel
Bralský tunel (dříve též Tunel T. G. Masaryka) je železniční tunel mezi Handlovou a Skleným na trati Prievidza – Horná Štubňa.

## Historie
Původní záměry stavitelů o propojení Ponitří s Horním Považím přes Kľačno, tunelem pod Fačkovským sedlem a Rajcem, stejně jako propojení přes Kľačno a Kláštor pod Znievom s Turcem se neuskutečnily kvůli vysoké technické náročnosti. Železniční trať z Prievidzy do Handlové byla zprovozněna již 15. února 1913 a nárůstem objemu přepravy na tratích rostla i potřeba zvyšovat její kapacitu, resp. budovat nové propojení. Vznikla tak potřeba vybudovat středoslovenskou transverzální, tedy východo-západní spojnici, která by odlehčila považské a Košicko-bohumínské dráze a zároveň napojila region Horní Nitry s Turcem.
Jedním z prvních dokončených propojení středem Slovenska byla trať mezi Handlovou a Hornou Štubňou, která tak vytvořila propojení od Trenčína přes Chynorany a Handlovou. Pokračováním bylo plánované propojení Diviaků s Banskou Bystricí a Červenou Skalou s Margecany, čímž by vzniklo komplexní propojení středem Slovenska.
Trať, která by prodloužila již existující železnici však měla komplikovanými stavbami překonávat pohoří a značné převýšení sousedního regionu. Nadmořská výška Handlové je kolem 420 m n. m., Sklené, kterým měla trať do Štubni procházet, leží až v 670 m n. m. Z pěti nových tunelů byl s délkou 3011,6 m nejdelší právě Bralský tunel, překonávající masiv Bralové skaly na pomezí Žiaru a Kremnických vrchů. Vybudován byl v náročných podmínkách; jeho výstavba byla zahájena dne 8. listopadu 1927 a ukončena v říjnu 1931. Až do otevření Čremošnianského tunelu byl nejdelším tunelem na území Československa. Razilo se modifikovanou rakouskou metodou a dělníci vytěžili 140 000 m³ horniny, kterou vyplnili část údolí Bralského potoka. Náklady na výstavbu dosáhly 63 milionů korun československých.